# Torremochuela
 Torremochuela ist ein Ort und eine Gemeinde (municipio) mit 8 Einwohnern (Stand: 2024) im Osten der Provinz Guadalajara in der Autonomen Gemeinschaft Kastilien-La Mancha in Zentralspanien. 

## Lage und Klima
Torremocha del Pinar liegt im Iberischen Gebirge in einer Höhe von 1170 m. Die Entfernung zur westsüdwestlich gelegenen Provinzhauptstadt Guadalajara beträgt ca. 95 Kilometer (Fahrtstrecke). Das Klima ist warm und gemäßigt; im Jahr fallen 585 mm Niederschlag.

## Bevölkerungsentwicklung
| Jahr      | 1960 | 1970 | 1981 | 1991 | 2001 | 2011 | 2021 |
| Einwohner | 188  | 56   | 14   | 10   | 14   | 11   | 8    |

## Sehenswürdigkeiten

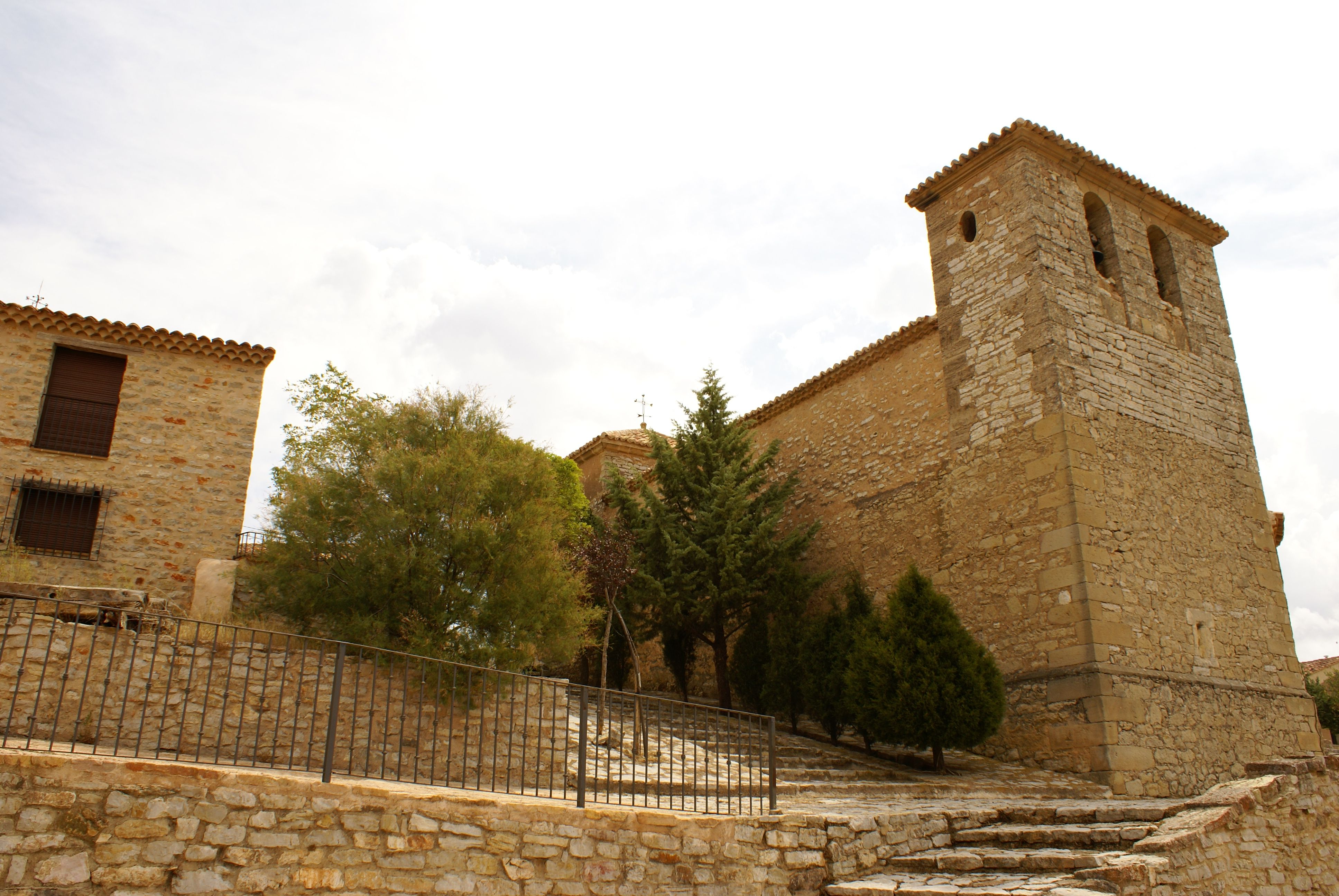
Kirche Mariä Reinigung

- Kirche Mariä Reinigung